# Sychesia coccina
Sychesia coccina là một loài bướm đêm thuộc phân họ Arctiinae, họ Erebidae.